# Константин Сакаев
Константин Руфович Сакаев е руски шахматист, международен гросмайстор от 1992 г. Той също е шахматен писател и преподавател в шахматното училище за гросмайстори в Санкт Петербург. През януари 2008 г. има ЕЛО рейтинг 2646.

## Шахматна кариера
Започва шахматната си кариера в Съветския съюз. Първият си голям успех постига през 1990 г., когато става световен шампион за юноши до 16 години. Две години по-късно успява да стане световен шампион за юноши до 18 г. През 1999 г. е обявен за шампион на Русия, след като надделява над сънародника си Алексей Безгодов, в проведения по между им мач-тайбрек.
През октомври 2001 г. участва на турнира „Мемориал Паул Керес“, където се класира на първото място със 7,5/9 т. Оставя на втората позиция бившия шампион на Съветския съюз Виктор Гавриков. Същата година взима участие на световното отборно първенство по шахмат в Ереван, откъдето е носител на сребърен отборен и златен индивидуален медал (3,5/5 т., първа резерва). През октомври 2004 г. участва в мача Русия-Китай, където постига 3/6 т. През 2005 г. взима участие на провеждащия се в Дания турнир „Politiken Cup“, където постига 8/10 т. и става едноличен победител.

## Участия на шахматни олимпиади
Участва на три шахматни олимпиади. Изиграва общо 28 партии, като постига 13 победи и 13 ремита. Средната му успеваемост е оценена на 69,6 процента.
| Година | Организатор | Отбор               | Класиране (отборно) | Дъска         |
| 1994   | Москва      | Русия (втори отбор) | 3                   | Първа резерва |
| 1998   | Елиста      | Русия               | 1                   | Втора резерва |
| 2000   | Истанбул    | Русия               | 1                   | Първа резерва |